# Ян ван Гоєн
Ян ван Го́єн (нід. Jan van Goyen, МФА: [ˈjɑn vɑŋˈɣoːjə(n)], повне ім'я: Jan Josephsz van Goyen, 13 січня 1596, Лейден, Нідерланди — 27 квітня 1656, Гаага, Нідерланди) — видатний нідерландський художник-пейзажист XVII століття.

## Біографія
Ян ван Гоєн народився в сім'ї шевця. Перші уроки живопису отримав у 10-річному віці. Протягом двох років він змінив чотирьох вчителів живопису.
Гоєн продовжив освіту в Горні в майстра пейзажу Віллема Геррітсена. Після поїздки до Франції Гоєн протягом року навчався в Есаяса ван де Вельде.
У 1618 році ван Гоєн одружився в Лейдені з Аннете ван Ралст і відкрив власну майстерню. Крім живопису та продажу власних робіт, Гоєн займався оцінкою творів мистецтва і торгував ними, а також нерухомістю, земельними ділянками і брав участь в ажіотажній торгівлі тюльпанами, проте великих статків на цьому не зробив.
У 1632 році ван Гоєн разом з сім'єю переїхав до Гааги, де прожив до кінця життя, продовжуючи свої безуспішні спроби досягти матеріального успіху на ниві підприємництва. До 1656 року його борги сягнули 18 тисяч гульденів. Відомо, що економічні негаразди й борги не впливали на творчий настрій художника.

## Творчість
Разом із Саломоном ван Рейсдалем і Пітером де Моліною Ян ван Гоєн — представник так званого «тонального пейзажу», що з'явився наприкінці 1620-х років.
Композиції картин Гоєна вирізняються стійкими напруженими діагоналями перспективи до лінії обрію та архітектурним мотивом праворуч від центру. Низька лінія горизонту (прийом, запозичений у мариністів). один із найвідоміших видів, які привернули увагу ван Гойєна, річка Ваал із замком Фалькенгоф, відтворювався художником протягом майже двадцяти років і у всіх варіантах мав ідентичну аж до погляду та невеликих деталей композицію. Відзначено економністю в кольорах — практично монохромна палітра, що притаманна пізнім творам художника, і ґрунт, що просвічує, надають картинам неймовірної глибини й неповторної чарівності. Він не «об'єктні» види: сцени на тлі природи, природну атмосферу, рух повітряних мас та взаємодія неба, землі та води за допомогою світлових рефлексів. У 1640-ті роки майстер працював з обмеженим набором кольорів, мовби «розтягуючи» кольорову тканину на відтінки. В результаті скупа стриманість палітри перетворювалася на різноманітність тональних переливів та м'яких контрастів. У цьому контексті привертає увагу виразний гоєнівський мотив взаємозв'язку «мертвих» руїн та «живої» міської архітектури.
Своєрідність манери проявляється в трактуванні композицій, які він вибудовує, поєднуючи і комбінуючи ландшафтні (прибережні) види та риси марини. Гоєн — майстер прибережного річкового пейзажу під хмарним небом, природи із солонуватим присмаком моря. Відомий і як майстер так званого «дюнного» пейзажу — сільських видів на тлі нанесених морськими вітрами піщаних пагорбів.
У 1630-ті роки. художник стає прихильником тонального колориту, суттєво знижує оповідальний компонент у пейзажі. У пейзажах Гоєна 1640-х років значно слабшає той відтінок затишно-непоказного та простонародного, який властивий його пейзажам 1630-х років. Його пейзажі набувають ширшого розмаху, повертаючи перспективу безмежних рівнин або річкових просторів; все більше місце в них займає небо з хмарами, що сильно клубляться або бурхливо несуть. Замість похилих рибальських хатин і корявих низькорослих і в пейзажі Гоєна відбивають тепер масивні силуети замків і фортець, високі вежі церков або могутні стовбури столітніх дубів. Бруднуваті, буро-зелені тони його ранніх картин змінюються більш вишуканим і водночас меланхолійним сріблястим тоном.
Пейзаж у ван Гоєна завжди «населений»: природа освоєна, її об'єкти та явища живуть в асоціативній єдності з людиною та плодами її праці. Цей композиційний елемент, тепер уже ліричний, виділяє ван Гоєна серед мариністів чи майстрів «чистого» (наприклад, лісового) пейзажу, таких, як Якоб ван Рейсдал та Мейндерт Гоббема. Фігури нечисленні: дві в човні біля причалу, від якого тікають нагору і ліворуч між будівель кам'яні щаблі; самотня темна постать, сутулячись, готова втекти за руїнами вежі, людина поруч із човном у правому кутку витягає тенета з води.

## Малюнки митця

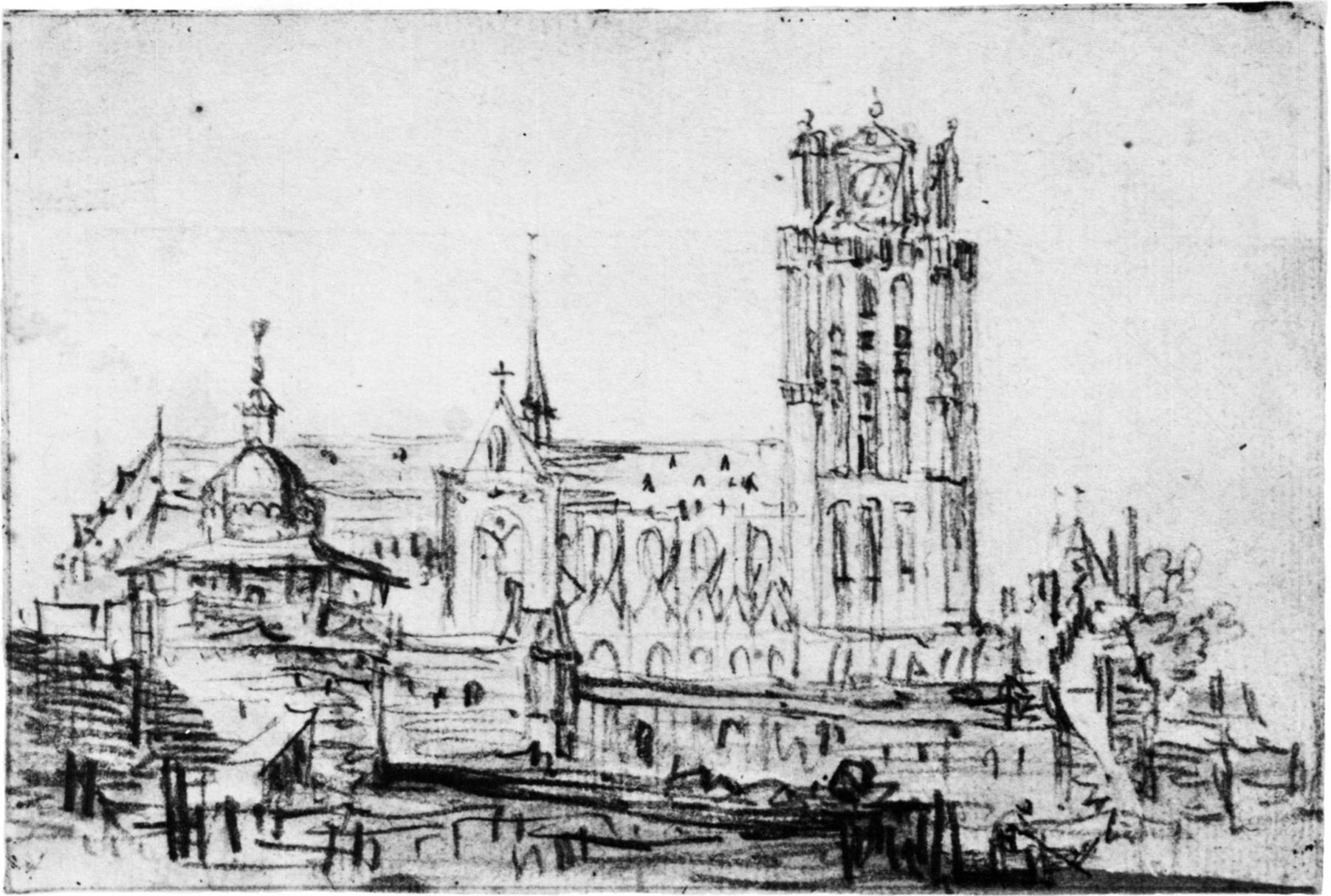
«Велика церква, Дордрехт». Перша половина 17 ст. Музей Бойманс ван Бенінген, Роттердам.

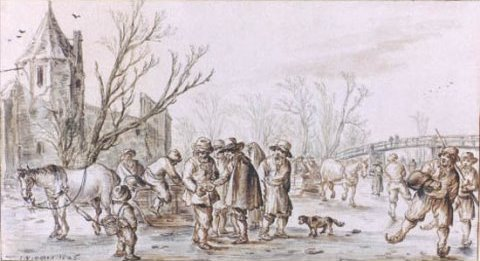
Ян ван Гоєн. «Зимова сценка з козанярами на льоду канала», 1626 р., Сан Пауло, Бразилія
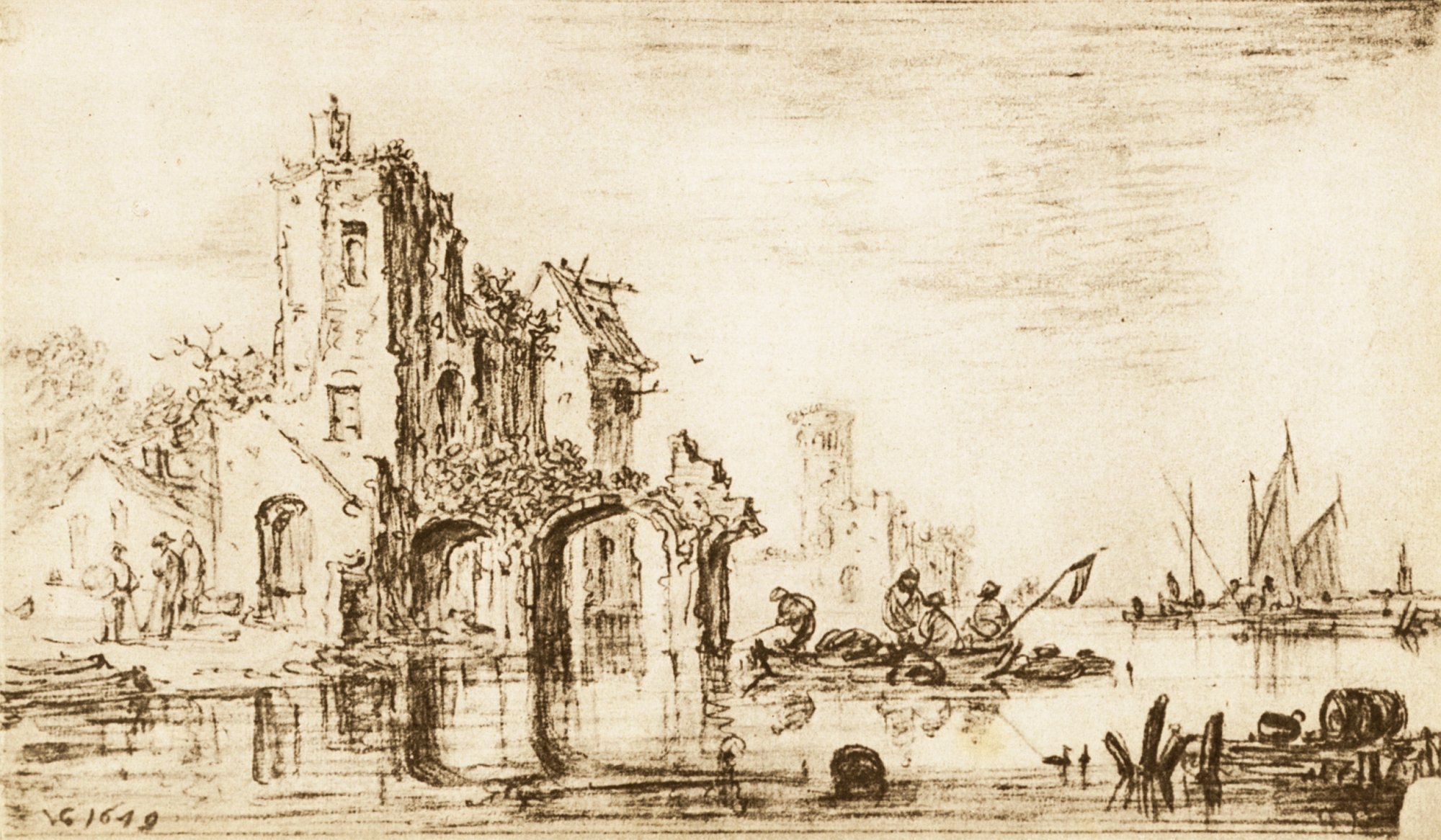
Ян ван Гоєн. «Краєвид з руїною біля води», 1549 р., Державний музей, Берлін
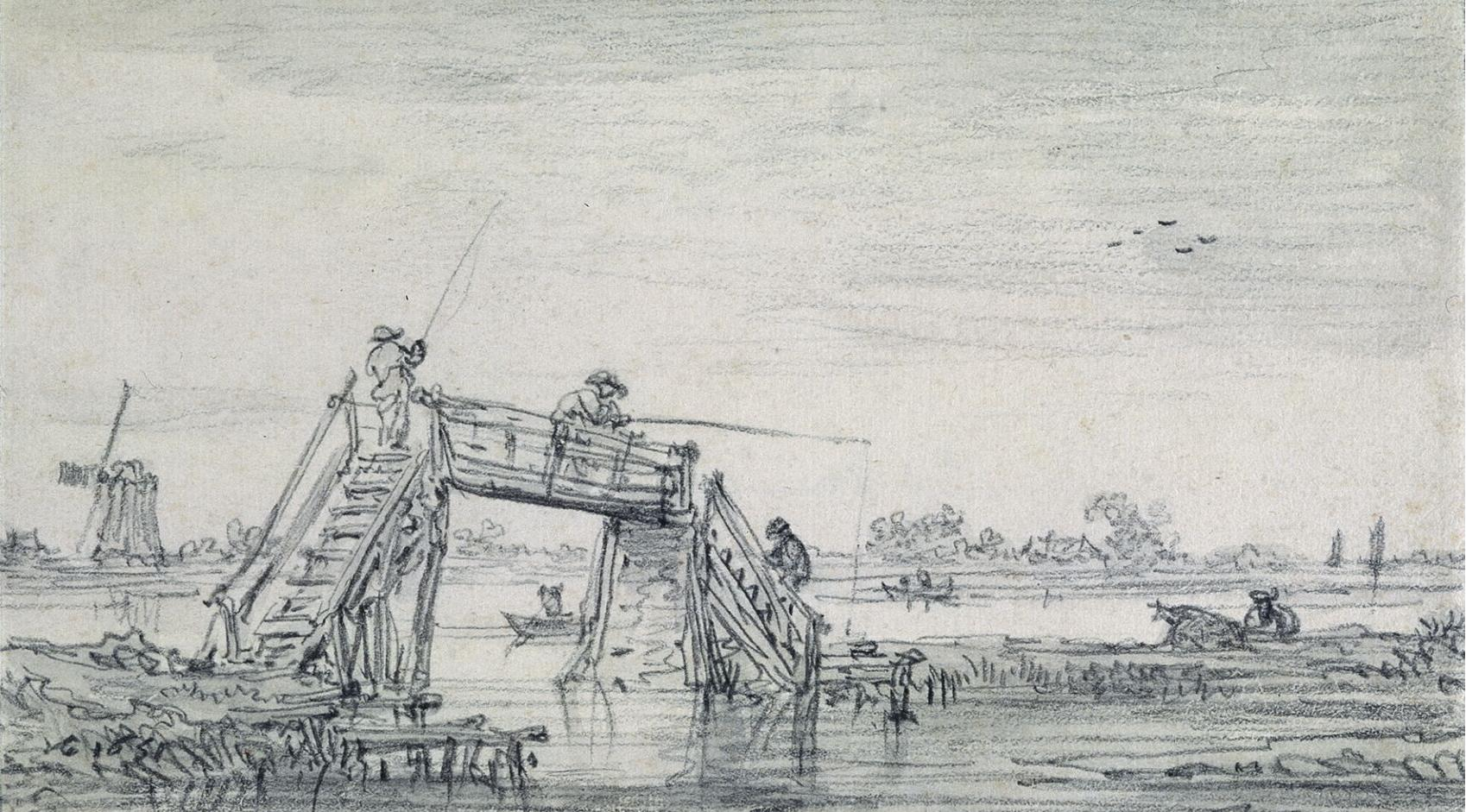
Ян ван Гоєн. «Краєвид з вітряком і рибалками на сільському містку», 1651 р., музей Гронінгена

## Галерея обраних картин

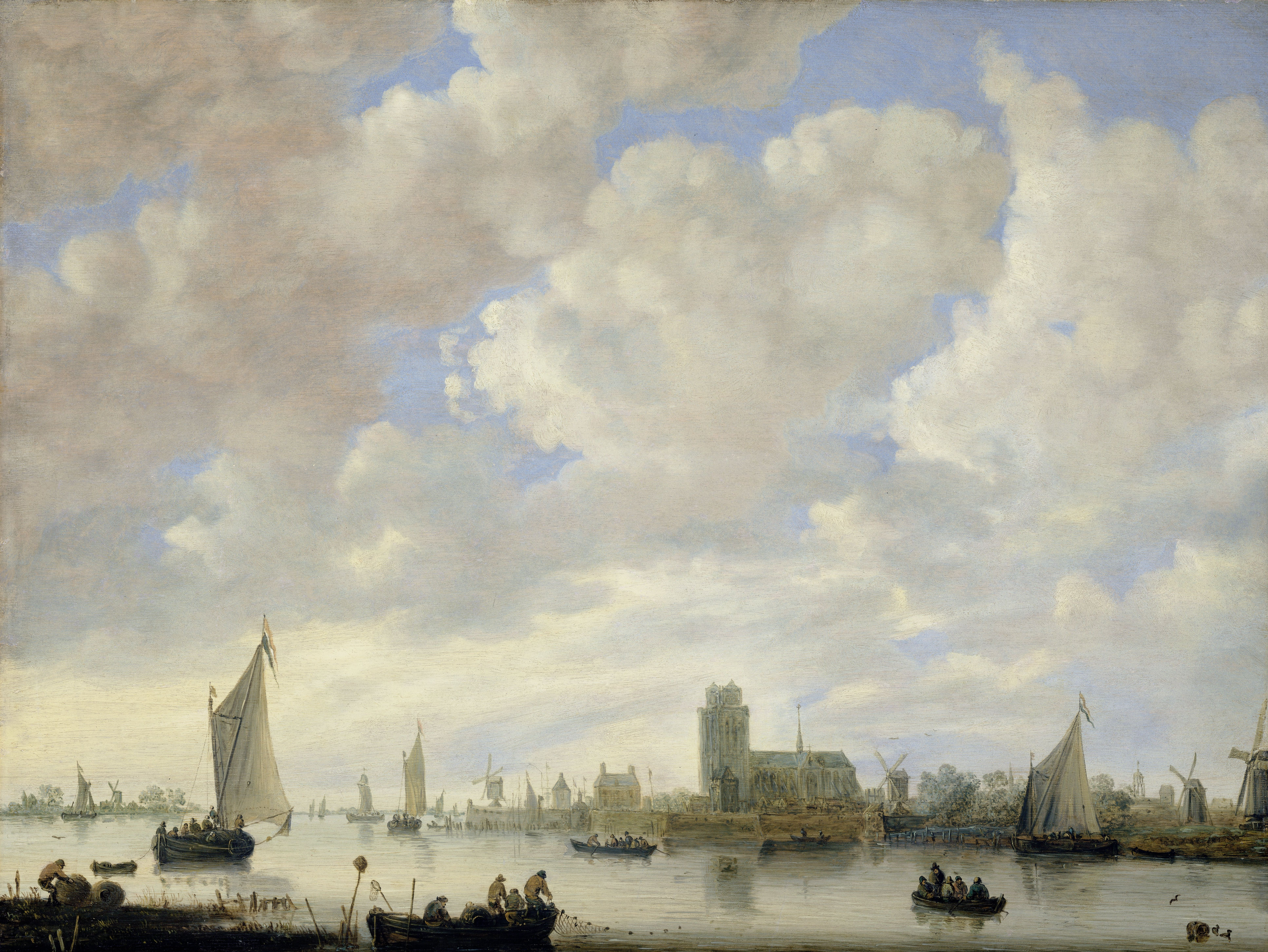
Вид на Мерведе під Дордрехтом. Бл. 1645. Рейксмузей. Амстердам
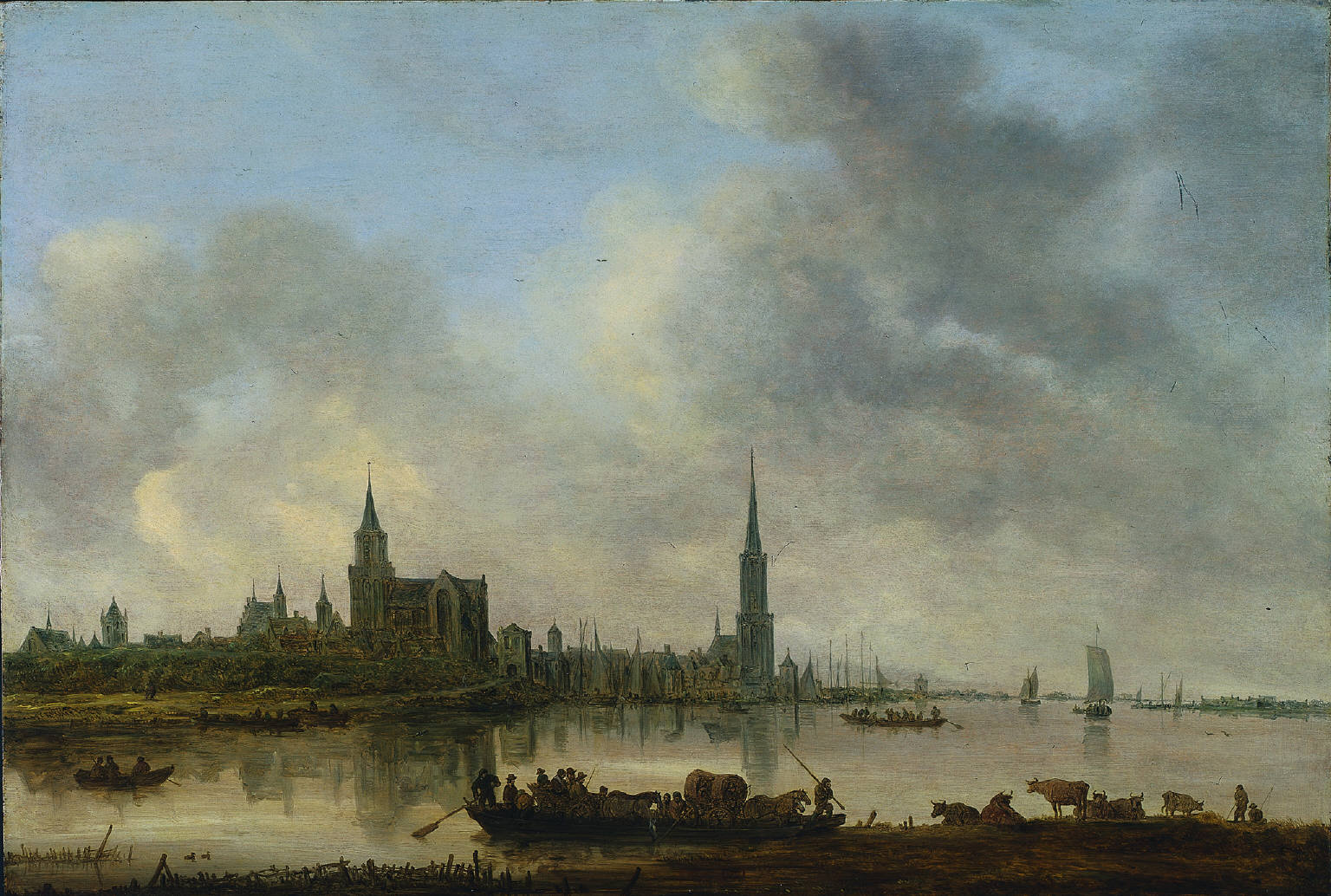
Вид на Еммеріх. 1645. Музей мистецтв. Клівленд
Гарлемське море. 1656. Штеделевський інститут мистецтв. Франкфурт-на-Майні
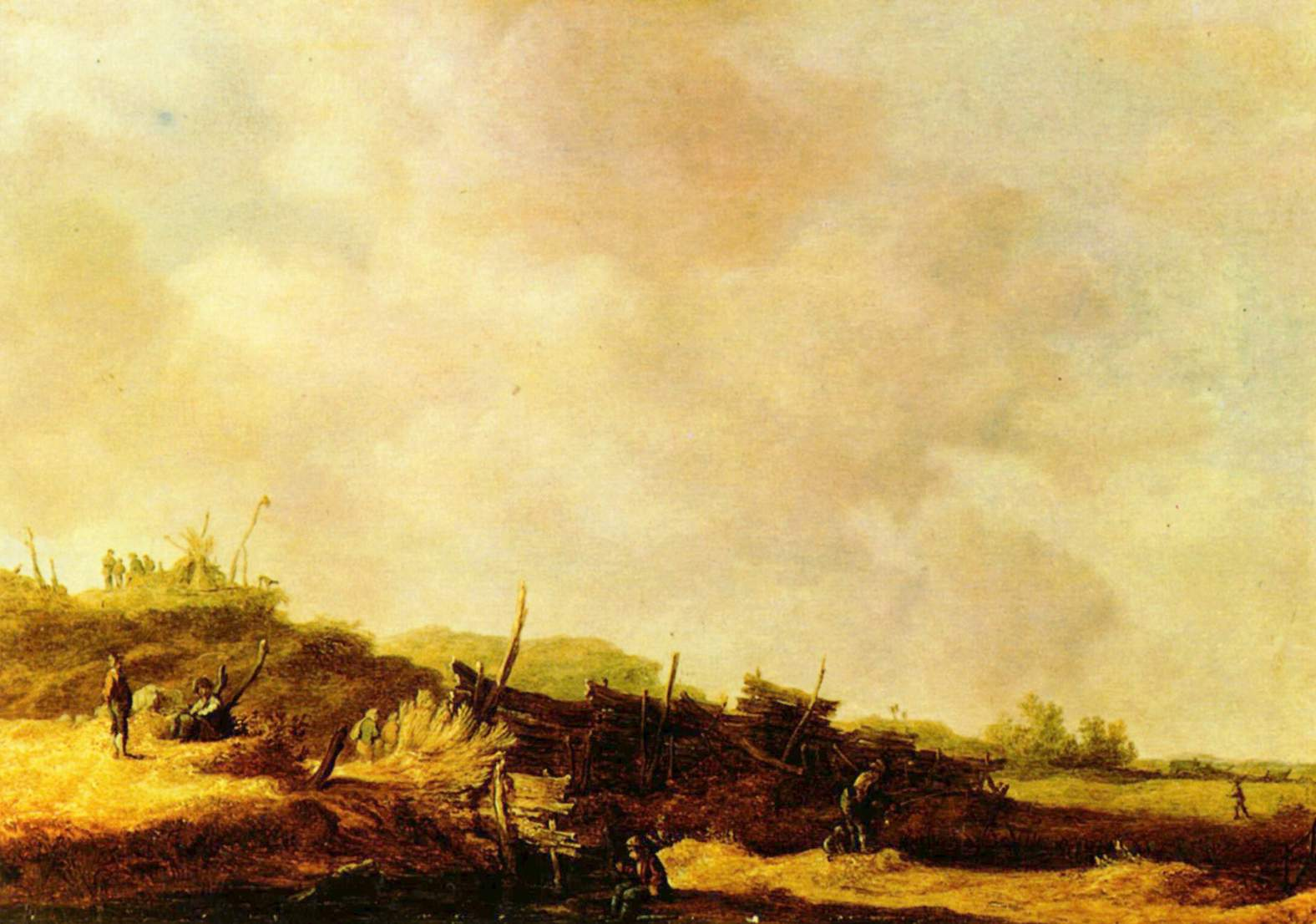
Пейзаж з дюнами. 1630-1635. Художньо-історичний музей. Відень
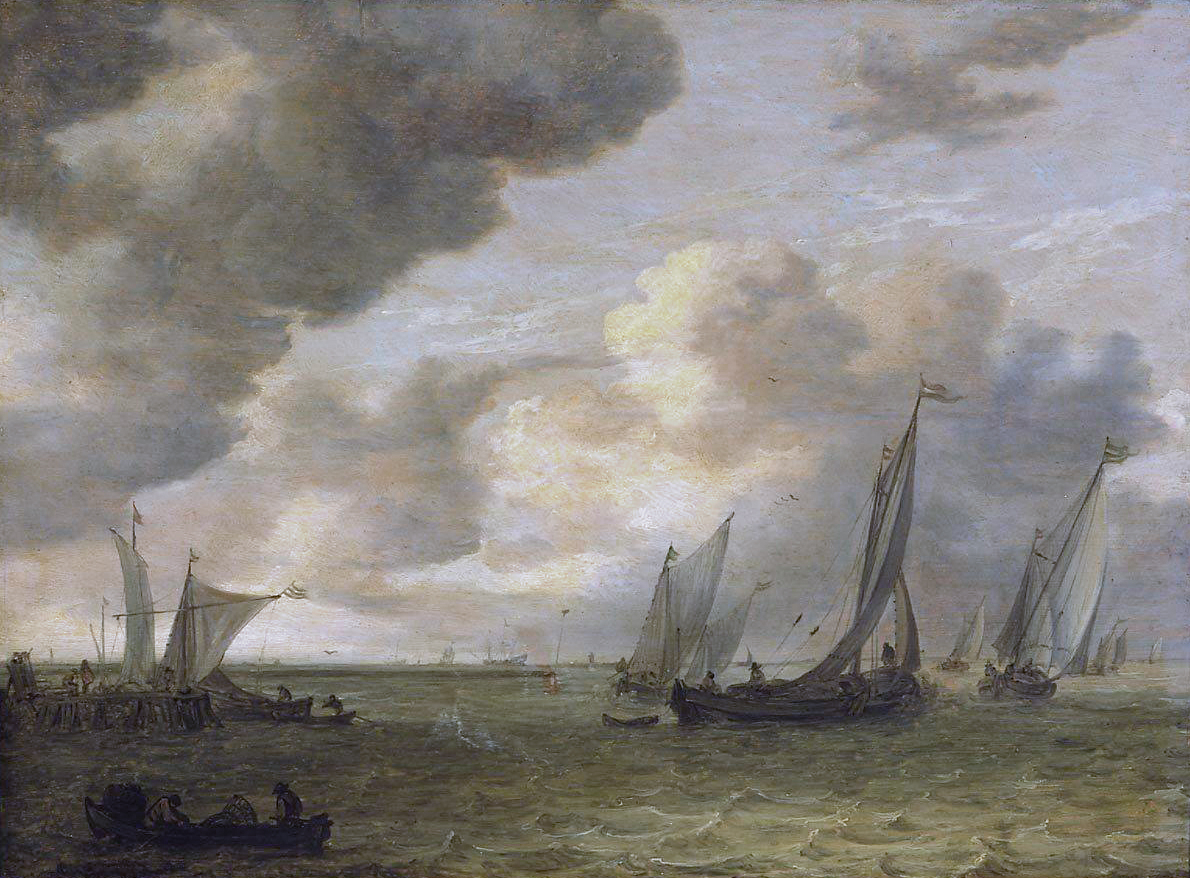
Вид на річку. 1655. Мауріцгейс. Гаага
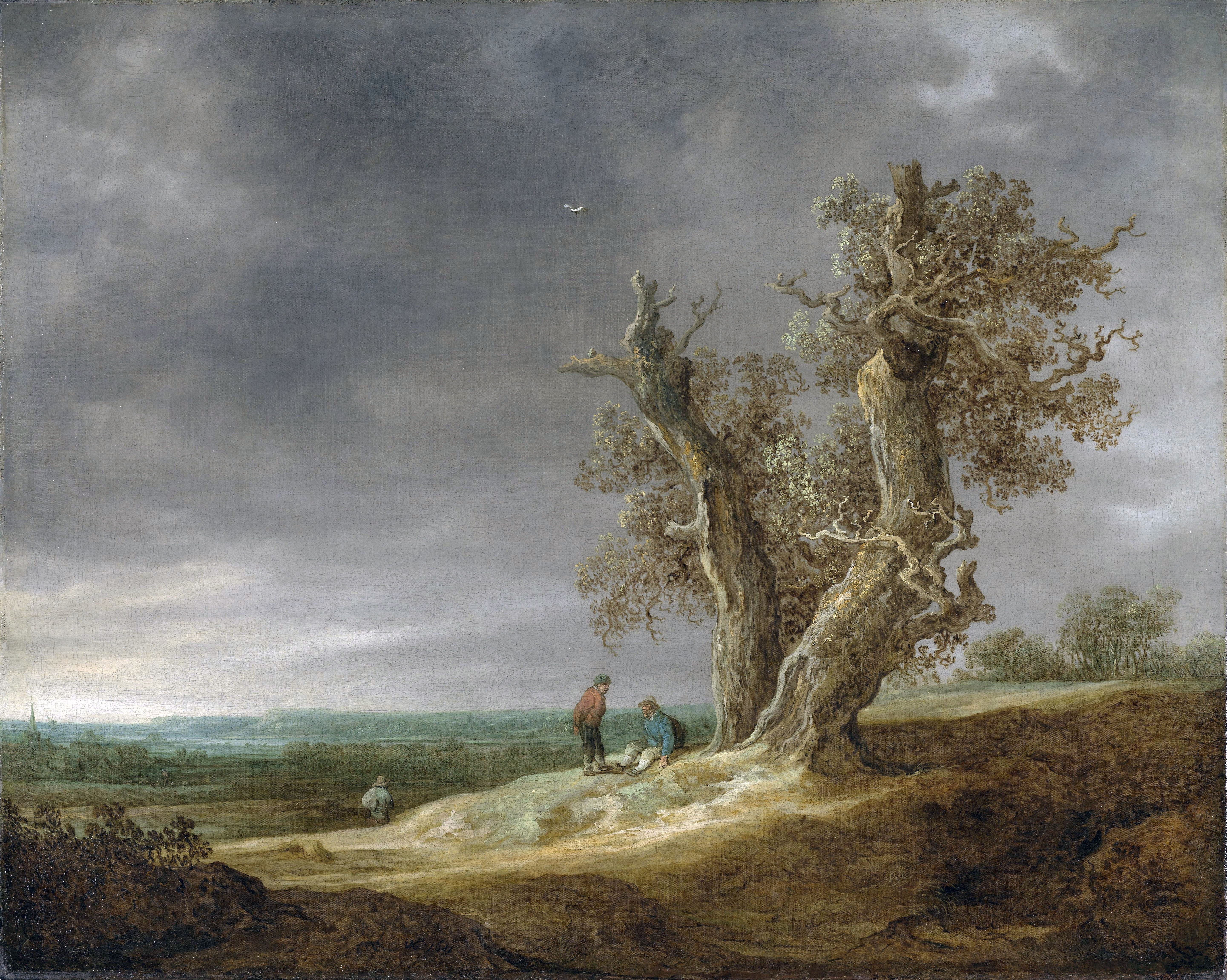
Пейзаж з двома дубами. 1641. Рейксмузей. Амстердам
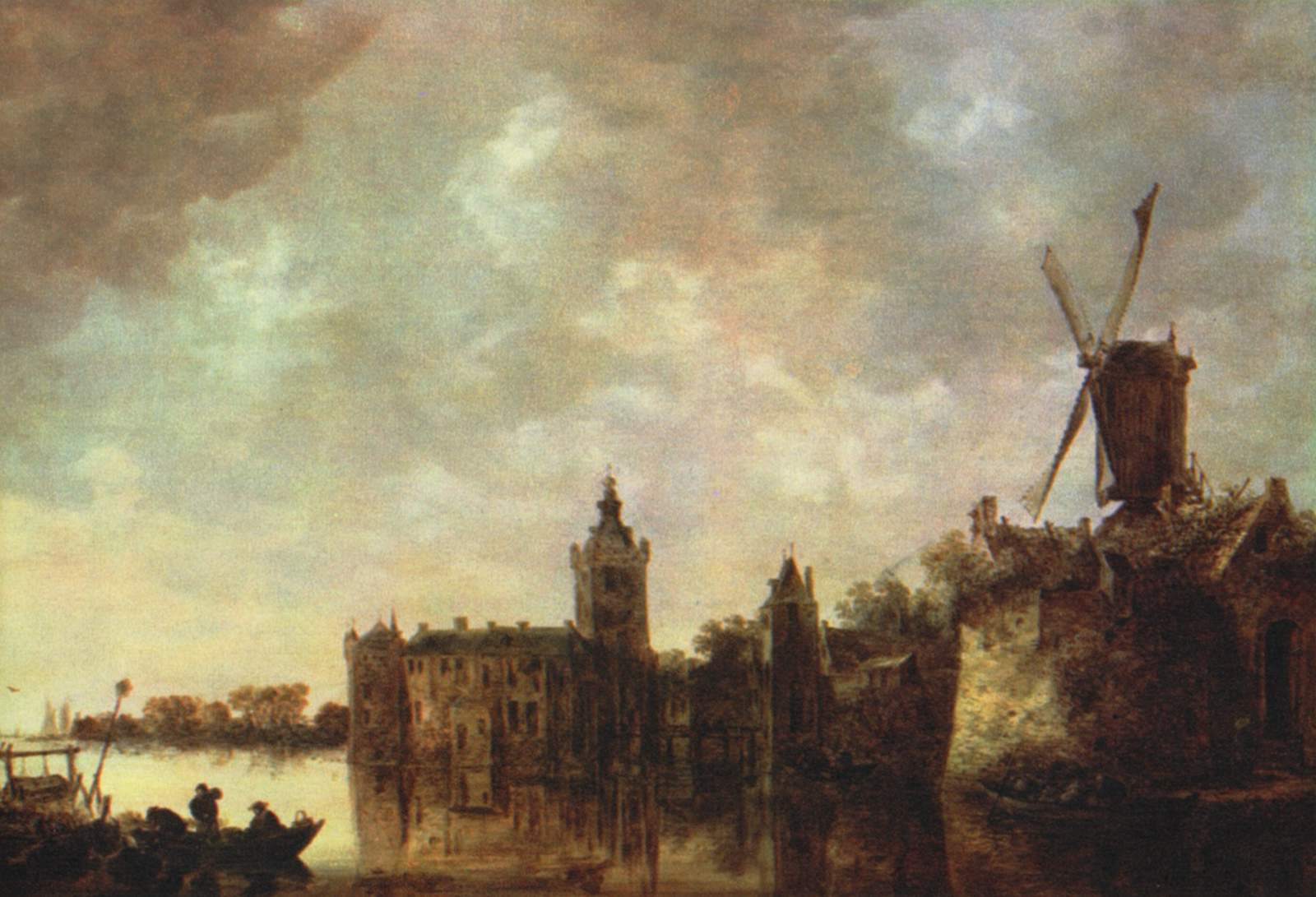
Замок Монтфорт. 1645. Музей Тиссена-Борнемісса. Мадрид
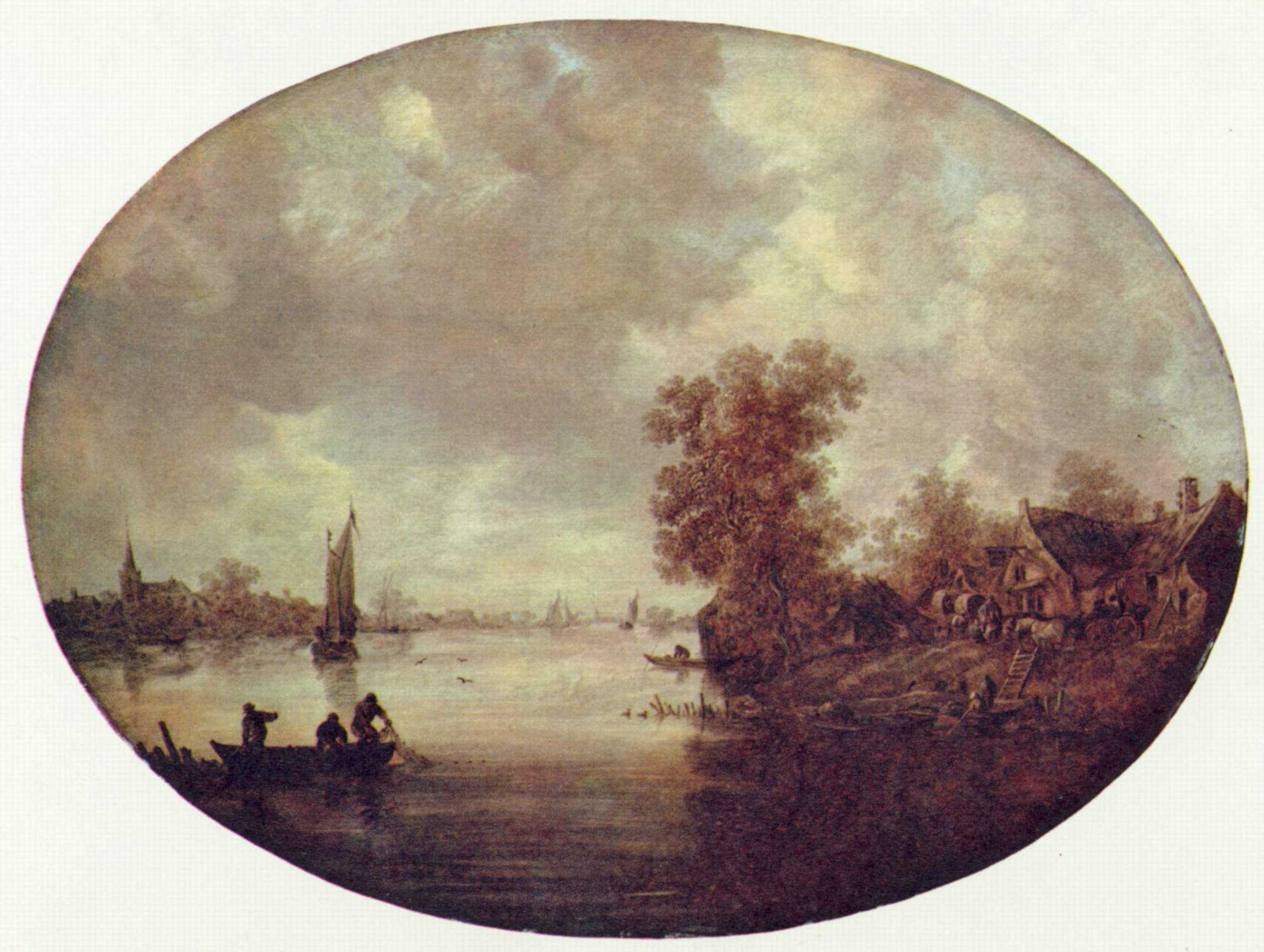
Літо на річці. 1643. Галерея старих майстрів. Дрезден.